# Hotell Mylinge
Hotell Mylinge är en roman skriven av Gösta Gustaf-Janson och utgiven 1965.

## Handling
Hotell Mylinge kallas på omslaget en psykologisk thriller. En schlagersångare på dekis kommer till ett hotell i Småland där ett gäng andra smått nedgångna figurer samlats.
Trassliga relationer och gåtfulla olyckstillbud driver handlingen framåt.

## Källa
- Gustaf-Janson, Gösta (1965). Hotell Mylinge. Stockholm: Albert Bonniers Förlag. Libris 1785015